# Fournisseur de tunnel
Dans un réseau informatique, un fournisseur de tunnel est un service qui fournit un tunnel. Ces tunnels permettent de fournir de la connectivité grâce à une encapsulation d'un protocole dans un support existant.
L'utilisation la plus courante de ce services est pour IPv6, comme il est décrit dans la RFC 3053. Ces services de tunnels permettent de fournir de  la connectivité IPv6 aux utilisateurs finaux à travers l'Internet IPv4. Il est généralement fait usage du numéro de protocole 41 d'IP.

## Configuration automatique
La configuration automatique est réalisée grâce au Tunnel Setup Protocol (TSP) ou par le Tunnel Information Control (TIC).
Ces protocoles se chargent de l'authentification, de la négociation du type de tunnel et de la vérification de la connectivité.
AICCU (en) est un client populaire capable d'utiliser ce dernier protocole.

## NAT
La traversée de traducteurs d'adresse réseau (NAT) peut s'avérer problématique pour les paquets utilisant le protocole 41. L'encapsulation AYIYA et le TSP permettent le transport des paquets dans des paquets UDP qui posent moins de problèmes.
Il arrive également que la machine à états finis du NAT libère les ressources de ce flux à la suite d'une inactivité prolongée, ce qui cause le blocage du tunnel jusqu'à ce qu'un paquet émis par le client réactive l'état.

## Adresses dynamiques
Quand une des extrémités du tunnel n'est pas une adresse IP fixe, un programme doit exister pour modifier les paramètres du tunnel avec la nouvelle adresse. Ceci peut être accompli via le site web du fournisseur de tunnel, par TSP ou via le Heartbeat d'AICCU.